# 14. březen
14. březen je 73. den roku podle gregoriánského kalendáře (74. v přestupném roce). Do konce roku zbývá 292 dní. Svátek slaví Rút a Matylda.

## Události

### Česko
- 1298 – Václav II. podepisuje smlouvu s Albrechtem I. Habsburským, kde se kandidát římského stolce zavázal, že Václavovi II. ponechá Chebsko a Pliseňsko (historické území v dnešním Sasku), k tomu měl český panovník získat některé významné hrady v Horní Falci. Kromě toho Albrecht Václavovi potvrzuje i privilegia českých králů, která vydali jeho předchůdci.
- 1402 – Jan Hus je jmenován správcem a kazatelem v nedávno vybudované Betlémské kapli v Praze.
- 1875 – Poprvé byl uveden Vyšehrad, první část symfonického cyklu Bedřicha Smetany Má vlast. Smetana se celkového provedení Mé vlasti za svého života nedočkal. Jen zasvěcenci věděli o tom, že hluchý Smetana chystá pokračování. Během 5 let pak vzniklo 5 dalších částí.
- 1921 – Jaroslav Hašek a Franta Sauer vydali tiskem první 32stránkový sešit válečného románu Osudy dobrého vojáka Švejka za světové války, s ilustracemi Josefa Lady.
- 1939
  - Z Prahy vyjel první vlakový transport, organizovaný Nicolasem Wintonem, pro záchranu židovských dětí jejich umístěním do rodin ve Spojeném království.
  - Československo (druhá republika) se rozpadlo na Slovenský stát (slov. Slovenský štát) a Protektorát Čechy a Morava (ustanoven 16. března).
- 1980 – Byla vyhlášena CHKO Třeboňsko.

### Svět
- 44 př. n. l. – Casca a Cassius rozhodli noc před zavražděním Julia Caesara, že nechají Marka Antonia žít.
- 0313 – Ťinský císař Chuaj-ti je popraven Liou Cchungem, siungnuským vládcem státu Chan Čao.
- 1381 – Italské město Chioggia ukončila spojenectví se Zadarem a Trogirem proti Benátkám.
- 1420 – Legát papeže Martina V. vyhlásil ve Vratislavi první křížovou výpravu proti husitům. Král Zikmund Lucemburský povolal všechny své stoupence v Čechách k vojenskému tažení na Prahu.[1]
- 1489 – Kyperská královna Catherine Cornaro prodala své království Benátkám
- 1559 – Bouře a záplavy sužují Gorinchem, Dordrecht a Woudrichem v Holandsku
- 1590 – V bitvě u Ivry porazil král Jindřich IV. Francouzský s pomocí Hugenotů vojsko Katolické ligy, vedené vévodou z Mayenne
- 1629 – Anglie uděluje královský souhlas se vznikem kolonie v americké Massachusetts Bay
- 1647 – Třicetiletá válka: Bavorsko, Kolín nad Rýnem, Francie a Švédsko podepsali příměří v Ulmu.
- 1919 – Zanikla Saská republika rad.
- 1939 – Ustanoven Slovenský stát.
- 1984 – Vznikla korejská církev Šinčchondži.
- 2004 – V parlamentních volbách ve Španělsku zvítězila Socialistická strana vedená José Luisem Rodríguezem Zapaterem nad Lidovou stranou dosavadního premiéra José María Aznara.
- 2016 – Z kazašského kosmodromu Bajkonur odstartovala evropsko-ruská vesmírná sonda projektu ExoMars, jejímž hlavním cílem je výzkum obsahu methanu v atmosféře Marsu.

## Narození

### Česko

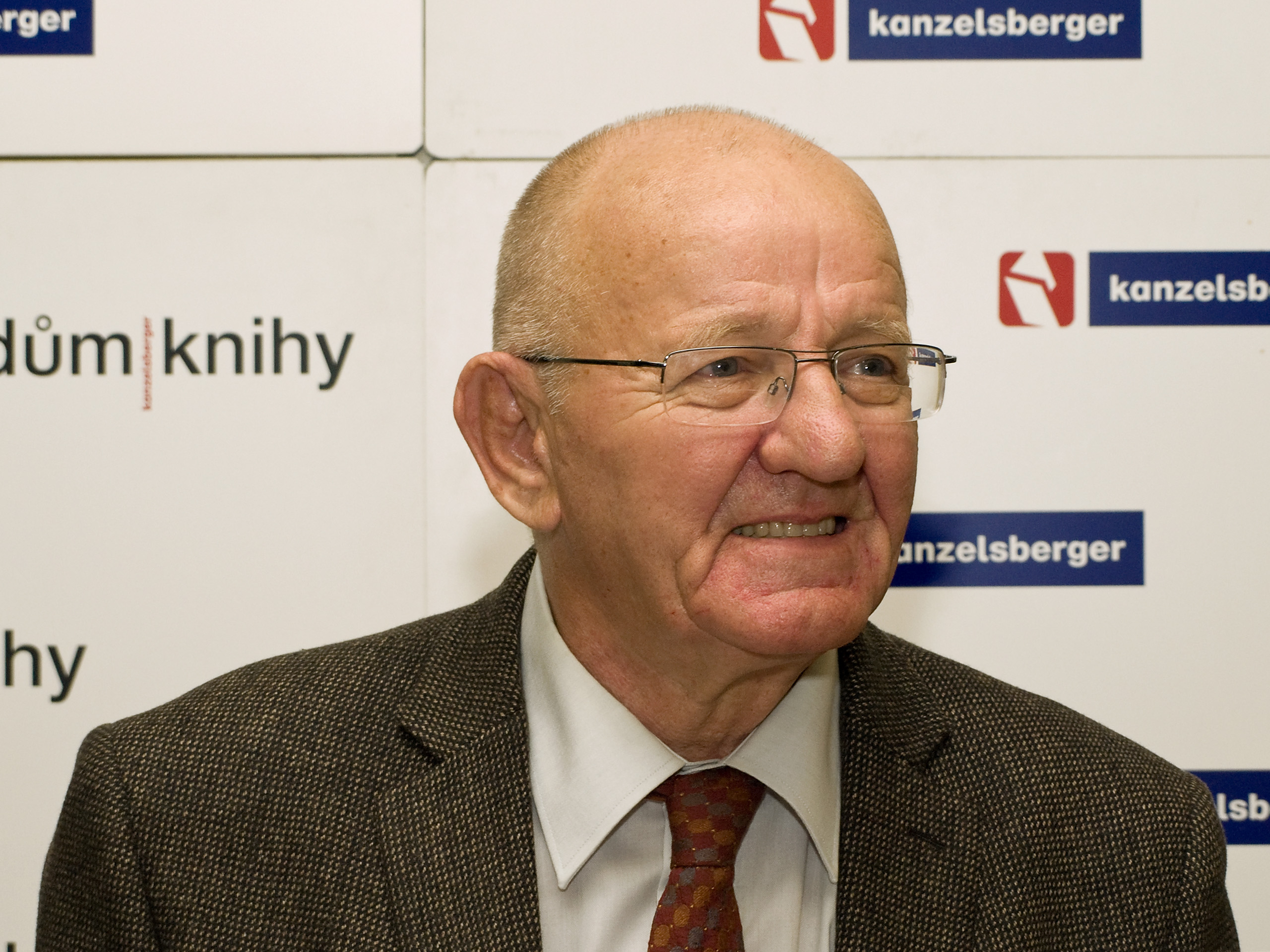
Rudolf Křesťan (* 1943)

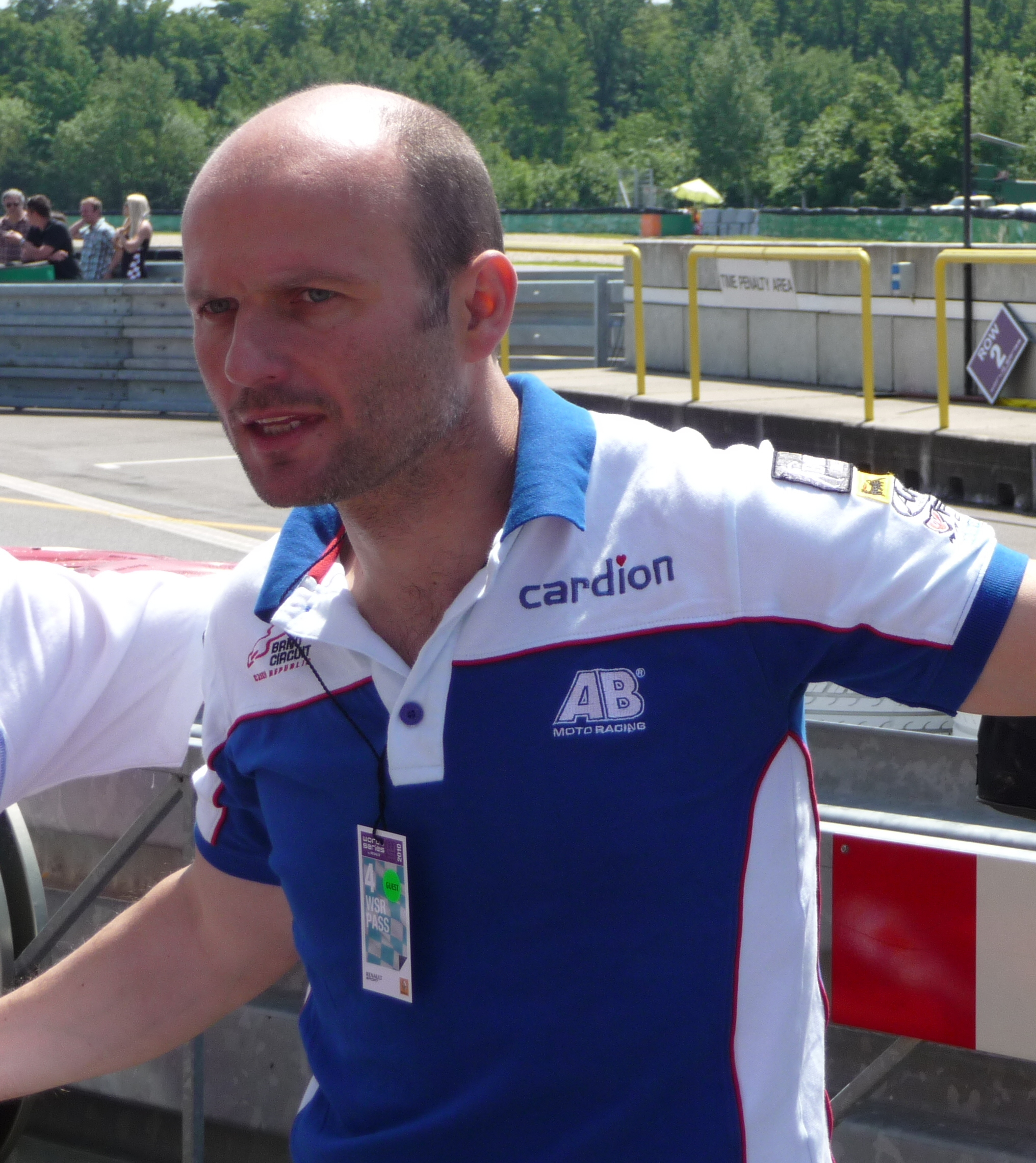
Dalibor Gondík (* 1970)

- 1722 – Josef Ceregetti, malíř a kronikář († 6. července 1799)
- 1752 – Josef Malínský, sochař, významný umělec období empíru († 9. července 1827)
- 1805 – Eduard Clam-Gallas, rakouský generál († 17. března 1891)
- 1810 – Antonín Vincenc Šlechta, lékař-balneolog († 2. ledna 1886)
- 1821 – Vilém Gabler, pedagog a novinář († 27. února 1897)
- 1823 – František Václav Pštross, pražský podnikatel a politik († 12. června 1863)
- 1839 – Václav Frič, obchodník s přírodninami a podnikatel († 10. června 1916)
- 1844 – Jan Machytka, architekt († 28. července 1887)
- 1846 – Karl Schöppe starší, rakouský a český podnikatel a politik († 6. listopadu 1904)
- 1852 – Leopold Filip Kolowrat-Krakowsky, šlechtic a politik († 19. března 1910)
- 1856
  - Julius Petschek, český a německý bankéř († 22. ledna 1932)
  - Otakar Georgius Paroubek, spisovatel, kartograf, dramatik a cestovatel († 4. dubna 1909)
- 1859 – Irma Reichová, operní pěvkyně († 5. června 1930)
- 1871
  - Marie Gardavská, malířka hanáckého folkloru († 6. června 1937)
  - Josef Povondra, major četnictva, zakladatel první daktyloskopické sbírky († 8. července 1940)
- 1875 – Josef Šrámek, slezský zemský prezident († 23. července 1937)
- 1877 – Milada Schusserová, malířka († 25. listopadu 1931)
- 1880 – Bohumil Bydžovský, matematik († 6. května 1969)
- 1881 – Josef Anderle, profesor technické mechaniky a termomechaniky, rektor ČVUT († 5. února 1959)
- 1883 – Otakar Nejedlý, malíř († 17. června 1957)
- 1884 – Karel Dostal, divadelní režisér a herec († 1. března 1966)
- 1896
  - Josef Krejsa, malíř († 21. dubna 1941)
  - Bohuš Stejskal, divadelní režisér († 18. května 1955)
- 1901 – János Esterházy, politický vůdce maďarské menšiny v Československu († 8. března 1957)
- 1906 – Rudolf Bureš, lékař, odbojář, politik († 25. února 1980)
- 1912 – Josef Šandera, voják a velitel výsadku Barium († 9. března 1945)
- 1915 – Ondřej Petrů, teolog, profesor církevního práva, překladatel Nového zákona († 6. prosince 1970)
- 1921 – Anna Magdalena Schwarzová, řádová sestra, vězeňkyně nacistického i komunistického režimu († 2. ledna 2017
- 1923 – Jiří Spěváček, historik († 2. června 1996)
- 1924 – Jan Šrámek, architekt († 10. listopadu 1978)
- 1926 – Eduard Landa, malíř regionu Podorlicka († 7. dubna 2006)
- 1932 – Zdeněk Sirový, režisér a scenárista († 24. května 1995)
- 1936 – Ivo Bláha, hudební skladatel
- 1937 – Jaroslava Staňková, architektka, vysokoškolská učitelka a spisovatelka († 26. dubna 2010)
- 1942 – Jožka Černý, moravský zpěvák lidových písní
- 1943 – Rudolf Křesťan, redaktor a spisovatel
- 1944 – Václav Nedomanský, československý hokejový útočník
- 1946
  - Pavel Bratinka, politik
  - Ivana Janů, místopředsedkyně Ústavního soudu
- 1952 – Zuzana Geislerová, herečka
- 1953
  - Nikos Armutidis, sochař a malíř
  - Vladimír Kostka, československý hokejový obránce
- 1958 – Miloš Petera, hejtman Středočeského kraje
- 1959 – Josef Zedník, malíř
- 1962 – Vlasta Henych, black metalový baskytarista a zpěvák
- 1970 – Dalibor Gondík, moderátor, herec, bavič a zpěvák
- 1981
  - Jan Polák, fotbalista
  - André Reinders, MMA bojovník

### Svět

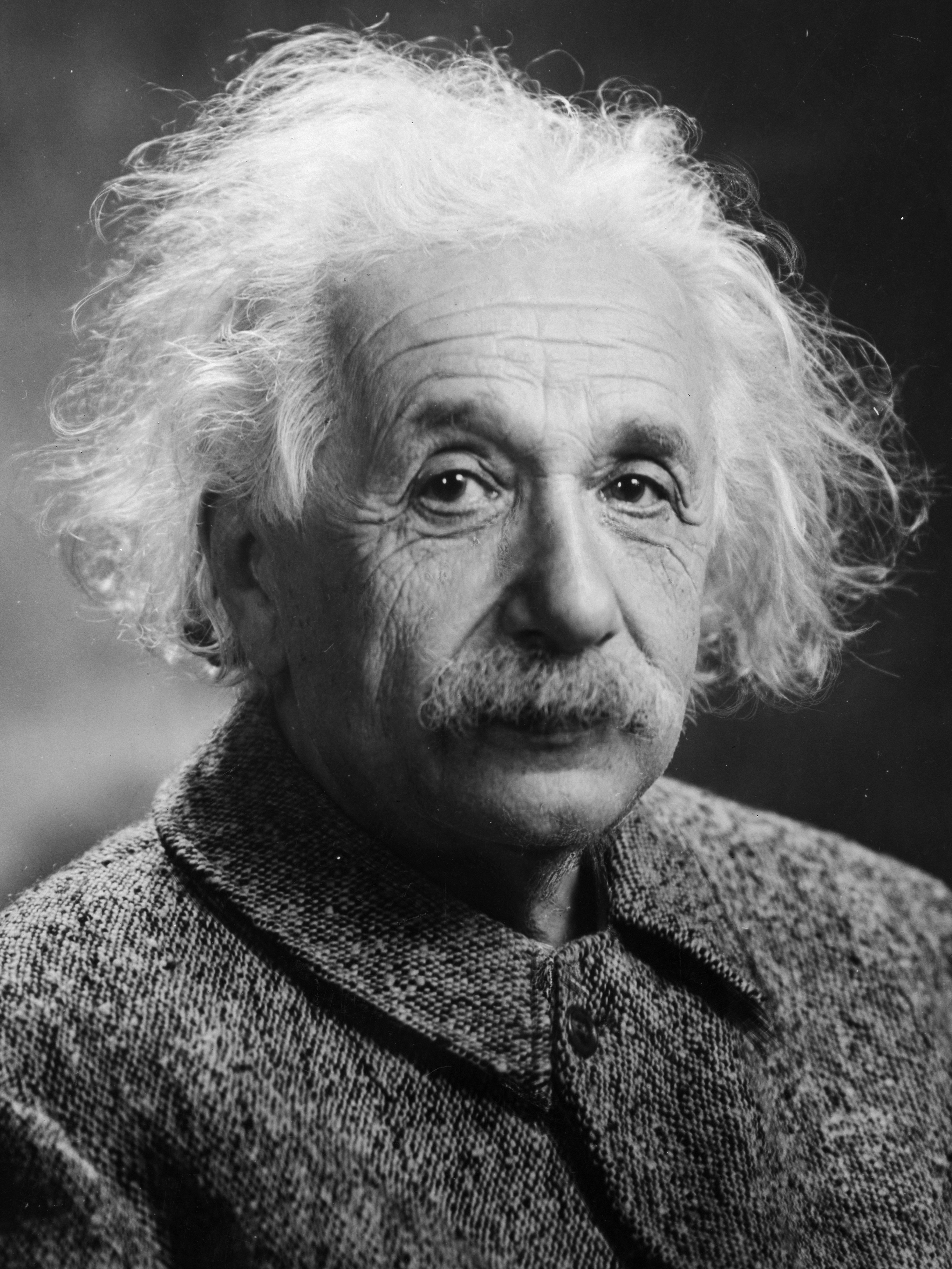
Albert Einstein (* 1879)

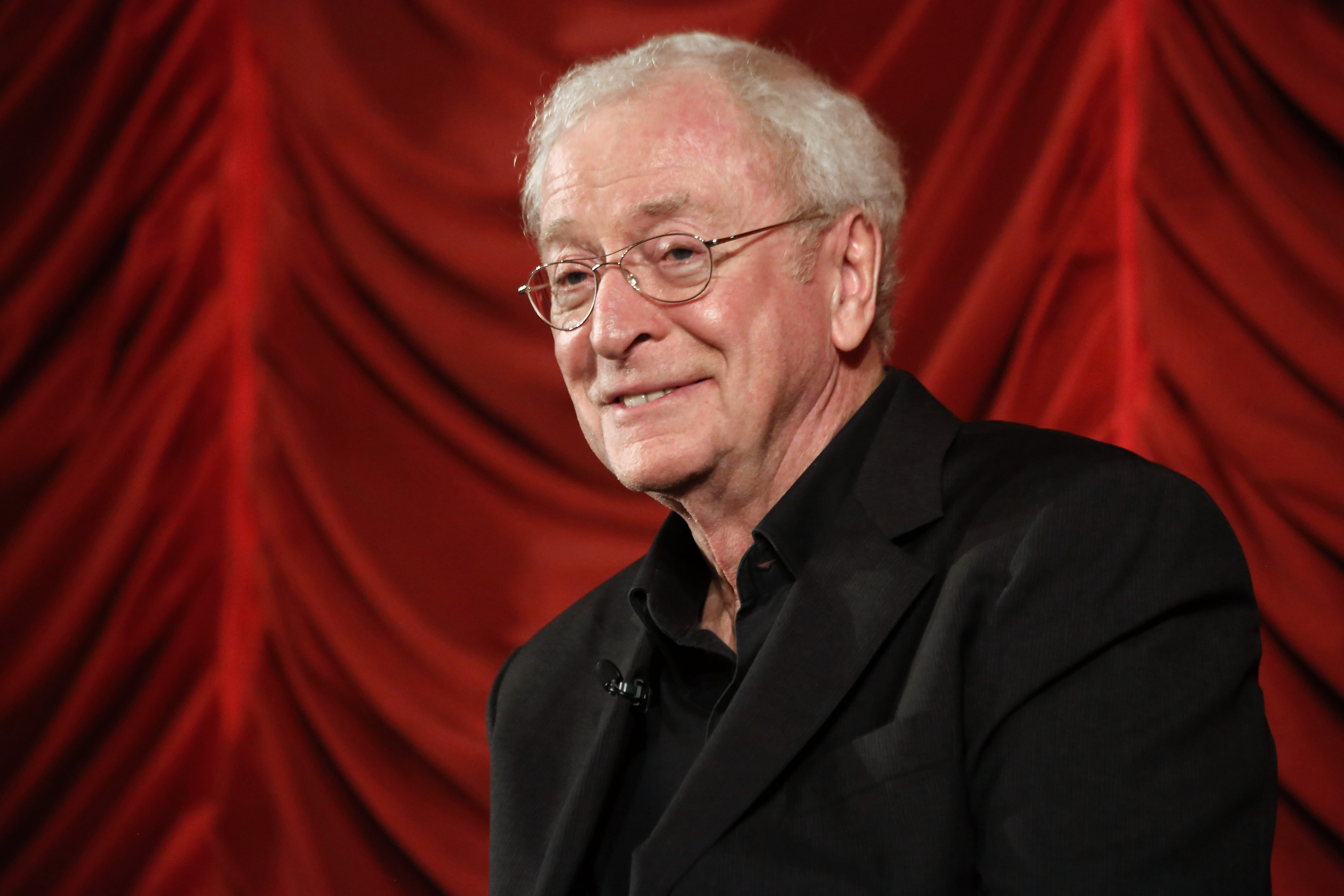
Michael Caine (* 1933)

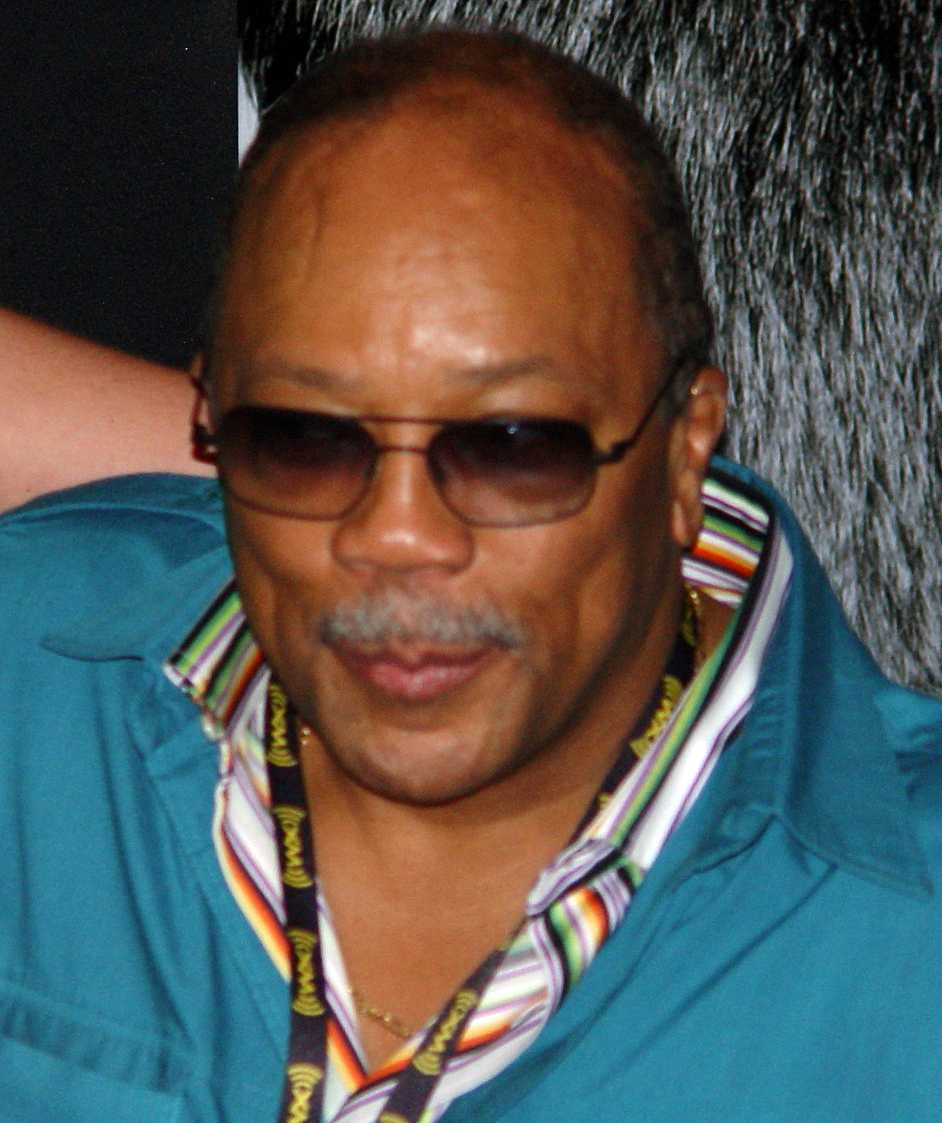
Quincy Jones (* 1933)

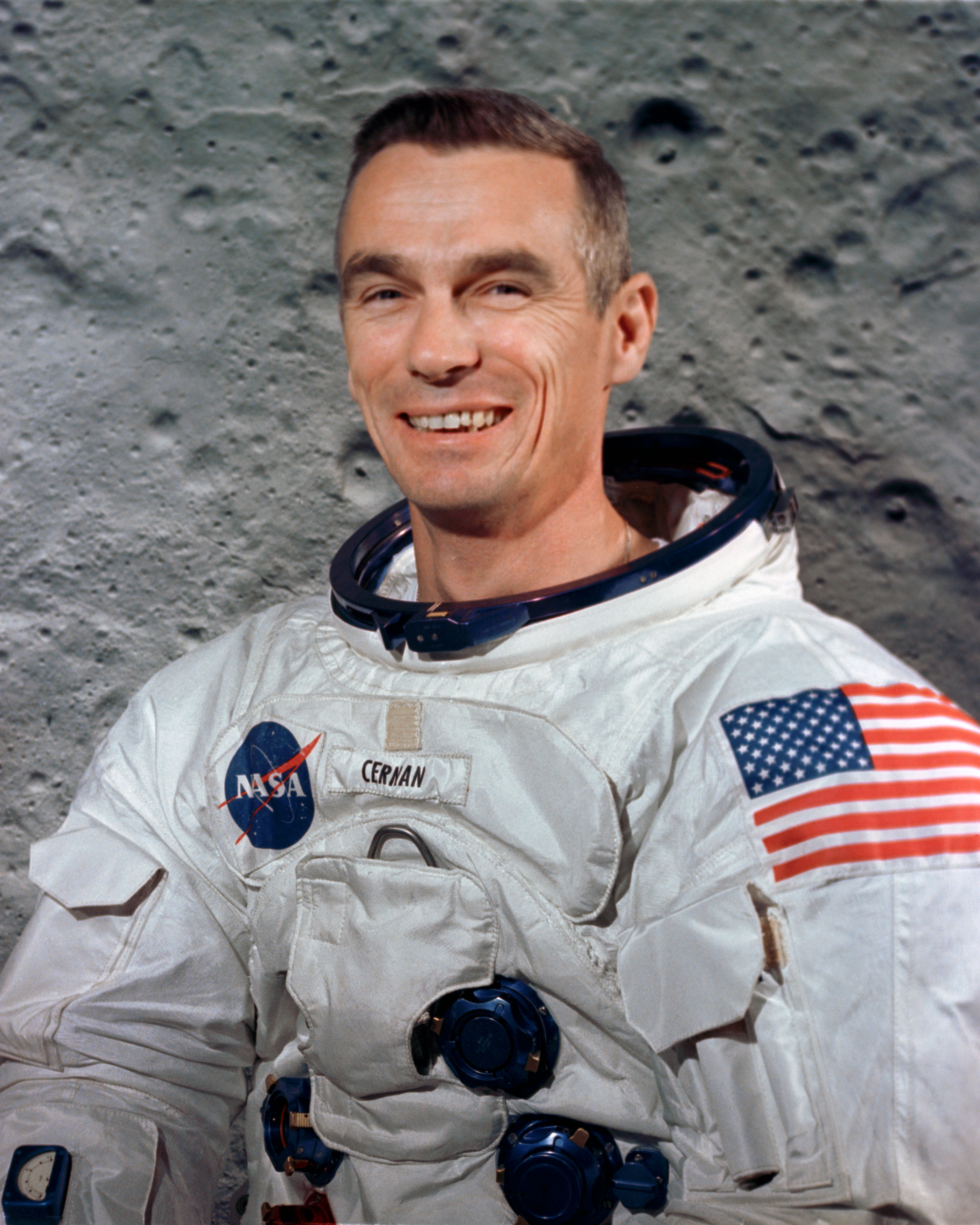
Eugene A. Cernan (* 1934)

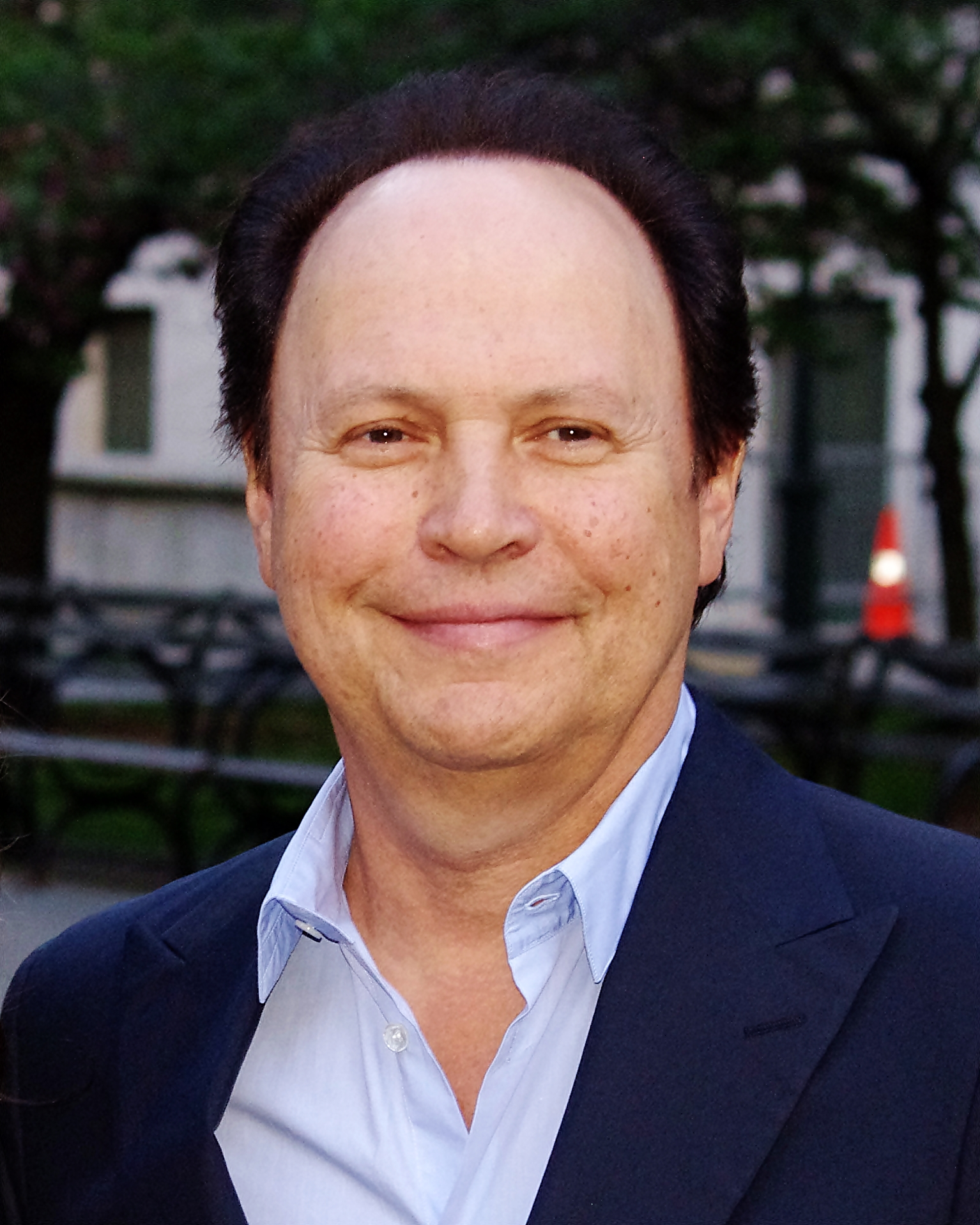
Billy Crystal (* 1948)

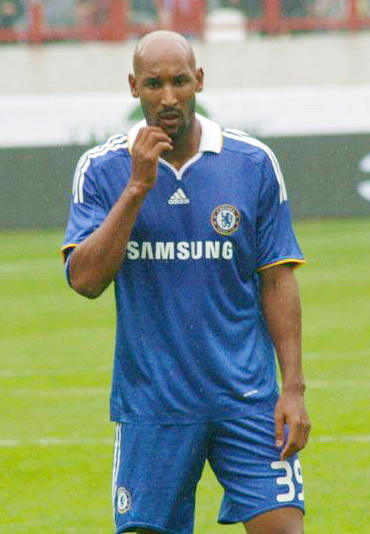
Nicolas Anelka (* 1979)

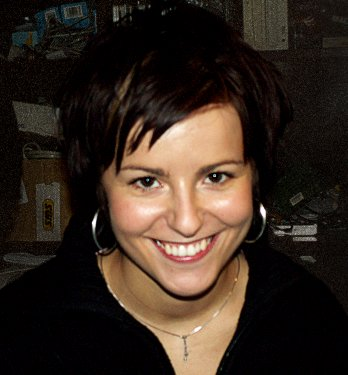
Katarína Knechtová (* 1981)

- 1664 – Silvio Stampiglia, italský básník, operní libretista († 27. ledna 1725)
- 1681 – Georg Philipp Telemann, německý hudební skladatel a varhaník († 25. června 1767)
- 1709 – Gabriel Bonnot de Mably, francouzský historik († 2. dubna 1785)
- 1726 – Esma Sultan, osmanská princezna a dcera sultána Ahmeda III. († 13. srpna 1788)
- 1728 – Ivan Polzunov, ruský mechanik, vynálezce dvoucylindrového parního stroje († 27. května 1766)
- 1756 – Vincent-Marie Viénot de Vaublanc, francouzský politik († 21. srpna 1845)
- 1794 – Józef Bem, polský generál a národní hrdina († 10. prosince 1850)
- 1801 – Kristjan Jaak Peterson, estonský básník († 4. srpna 1822)
- 1804 – Johann Strauss starší, rakouský skladatel († 25. září 1849)
- 1807 – Joséphine de Beauharnais mladší, královna Švédska a Norska († 7. června 1876)
- 1812 – Peter Desaga, mechanik na Univerzitě v Heidelbergu († po 1879)
- 1820 – Viktor Emanuel II., první král sjednocené Itálie († 9. ledna 1878)
- 1822 – Tereza Marie Neapolsko-Sicilská, poslední brazilská císařovna († 28. prosince 1889)
- 1835
  - Manuel Fernández Caballero, španělský hudební skladatel († 26. února 1906)
  - Giovanni Schiaparelli, italský astronom († 4. července 1910)
- 1844 – Umberto I., Dobrý, italský král († 29. července 1900)
- 1853 – Ferdinand Hodler, švýcarský malíř († 19. května 1918)
- 1859 – Adolf Bertram, arcibiskup vratislavský a kardinál († 6. července 1945)
- 1862 – Vilhelm Bjerknes, norský fyzik a meteorolog († 9. dubna 1951)
- 1863 – Casey Jones, americký strojvedoucí († 30. dubna 1900)
- 1864 – Alfred Redl, rakousko-uherský důstojník a ruský špión († 25. května 1913)
- 1874 – Anton Philips, nizozemský podnikatel († 7. října 1951)
- 1878 – Karl Jaray, rakouský architekt, působící i v Československu († 29. listopadu 1947)
- 1879 – Albert Einstein, německý a americký fyzik, oceněný Nobelovou cenou († 18. dubna 1955)
- 1880
  - Stefan Hedrich, generál rakouské-uherské armády a Waffen-SS († 1. února 1975)
  - Thyra Dánská, dánská princezna († 2. listopadu 1945)
- 1882 – Wacław Sierpiński, polský matematik († 21. října 1969)
- 1885 – Hendrik Sartov, dánský fotograf a kameraman († 21. března 1970)
- 1897 – Pchan Tchien-šou, čínský malíř, uměnovědec a pedagog († 5. září 1971)
- 1898 – Karl Burk, generál Waffen-SS († 23. září 1963)
- 1902 – Gottfried Toskánský, rakouský arcivévoda a titulární toskánský velkovévoda († 21. ledna 1984)
- 1904 – Karl Nüchterlein, německý konstruktér prvních jednookých zrcadlovek († 1945)
- 1905 – Raymond Aron, francouzský filosof, sociolog a politolog († 17. října 1983)
- 1908
  - Joseph André, belgický kněz, Spravedlivý mezi národy († 1. června 1973)
  - Koča Popović, srbský komunistický politik († 20. října 1992)
  - Maurice Merleau-Ponty, francouzský fenomenologický filosof († 3. května 1961)
- 1910
  - Jozef Feranec, 14. biskup banskobystrický († 3. května 2003)
  - Ernst Schäfer, německý ornitolog († 21. července 1992)
- 1911 – Akira Jošizawa, japonský origamista († 14. března 2005)
- 1913 – Dominik Tatarka, slovenský spisovatel († 10. května 1989)
- 1914 – Sári Barabás, maďarská operní pěvkyně – sopranistka († 16. dubna 2012)
- 1918
  - Abba Kovner, izraelský básník, spisovatel a partyzánský vůdce († 25. září 1987)
  - John McCallum, australský herec, scenárista a televizní producent († 3. února 2010)
- 1920 – Heinrich Hitler, německý nacista, synovec Adolfa Hitlera († 21. února 1942)
- 1919 – Luther Henderson, americký hudební skladatel a klavírista († 29. července 2003)
- 1923 – Diane Arbusová, americká fotografka († 26. června 1971)
- 1925 – John Barrington Wain, anglický spisovatel († 24. května 1994)
- 1928 – Frank Borman, americký astronaut († 7. listopadu 2023)
- 1931 – Anja Pohjola, finská herečka
- 1933
  - Quincy Jones, americký hudebník, dirigent, skladatel a trumpetista († 3. listopadu 2024)
  - Michael Caine, anglický herec, držitel dvou Oscarů
  - Anu Kaipainen, finská spisovatelka († 29. září 2009)
- 1934
  - Eugene Cernan, americký astronaut česko-slovenského původu († 16. ledna 2017)
  - Dionigi Tettamanzi, italský kardinál
  - Shirley Scott, americká varhanice († 10. března 2002)
- 1935 – Per Christian Jersild, švédský spisovatel a lékař
- 1938 – Glauber Rocha, brazilský filmový režisér, dokumentarista, herec a spisovatel († 22. srpna 1981)
- 1939 – William B. Lenoir, americký astronaut († 28. srpna 2010)
- 1942 – Peter Galton, britský vertebrátní paleontolog
- 1943 – Jim Pons, americký zpěvák a baskytarista
- 1944 – Jozef Žarnay, slovenský spisovatel
- 1945 – Walter Parazaider, americký saxofonista, flétnista a skladatel
- 1948
  - Billy Crystal, americký herec, spisovatel, producent a filmový režisér
  - James Nachtwey, americký fotožurnalista a válečný fotograf
- 1949 – Ollie Halsall, britský kytarista († 29. května 1992)
- 1951 – Gabriela Rothmayerová, slovenská spisovatelka a novinářka
- 1956 – Tessa Sandersonová, britská olympijská vítězka v hodu oštěpem
- 1957

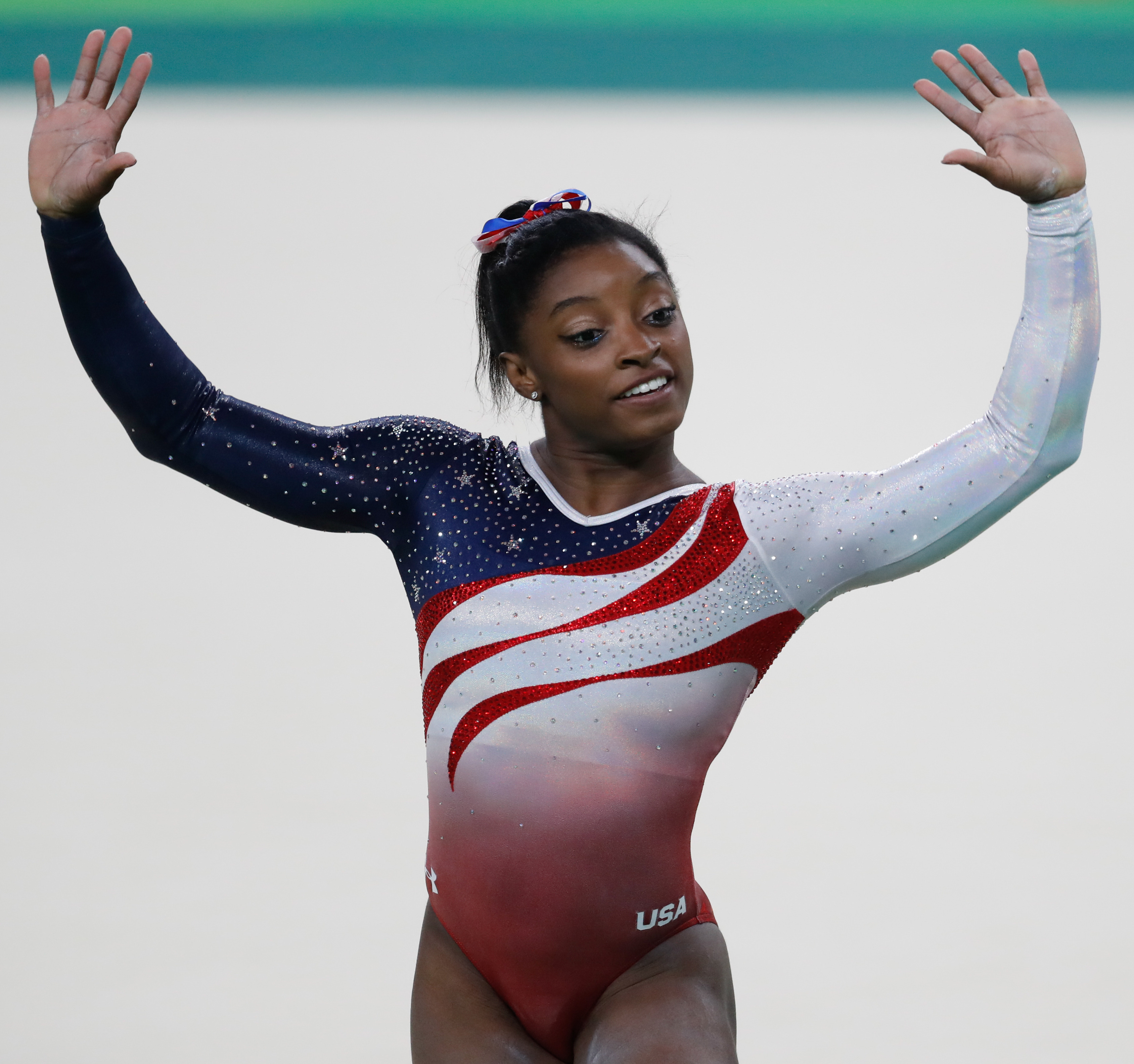
Simone Bilesová (* 1997)

  - Simone Bilesová (* 1997)Franco Frattini, italský a evropský politik († 24. prosince 2022)
  - Pasquale Passarelli, německý zápasník, olympijský vítěz
  - Tad Williams, americký spisovatel v žánru fantasy a sci-fi
  - Thomas Winkelbauer, rakouský historik
- 1958
  - Albert II. Monacký, kníže monacký
  - Reinhard Wolters, německý historik starověku a klasický archeolog
- 1962 – Cvetanka Christovová, bulharská atletka († 14. listopadu 2008)
- 1963 – Pavol Horváth, slovenský baskytarista, člen skupiny Tublatanka
- 1968 – Megan Follows, kanadská herečka
- 1976 – Brian Quinn, americký komik a herec
- 1977 – Naoki Macuda, japonský fotbalista († 2011)
- 1979 – Nicolas Anelka, francouzský fotbalista
- 1981 – Katarína Knechtová, slovenská zpěvačka
- 1982 – François Sterchele, belgický fotbalista († 2008)
- 1985 – Martin Mikulič, slovenský fotbalista
- 1986 – Jamie Bell, britský herec a tanečník
- 1987 – Aravane Rezaïová, francouzská tenistka
- 1988 – Stephen Curry, basketbalista NBA
- 1989 – Levani Botia, fidžijský ragbista
- 1990 – Joe Allen, velšský fotbalista
- 1991 – Frans Malherbe, jihoafrický ragbista
- 1994 – Ansel Elgort, americký herec
- 1997 – Simone Bilesová, americká sportovní gymnastka

## Úmrtí

### Česko

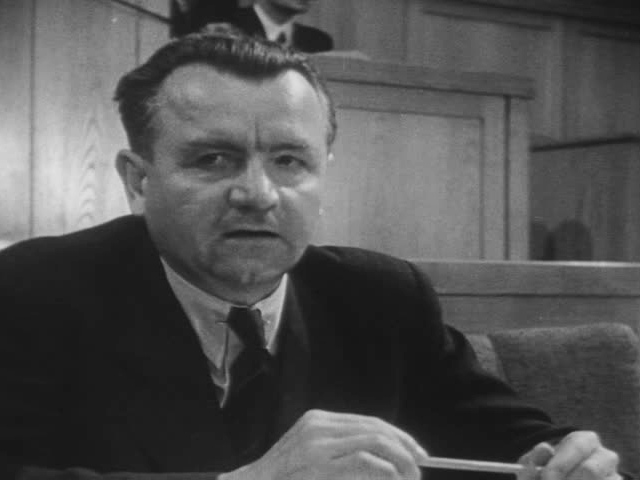
Klement Gottwald († 1953)

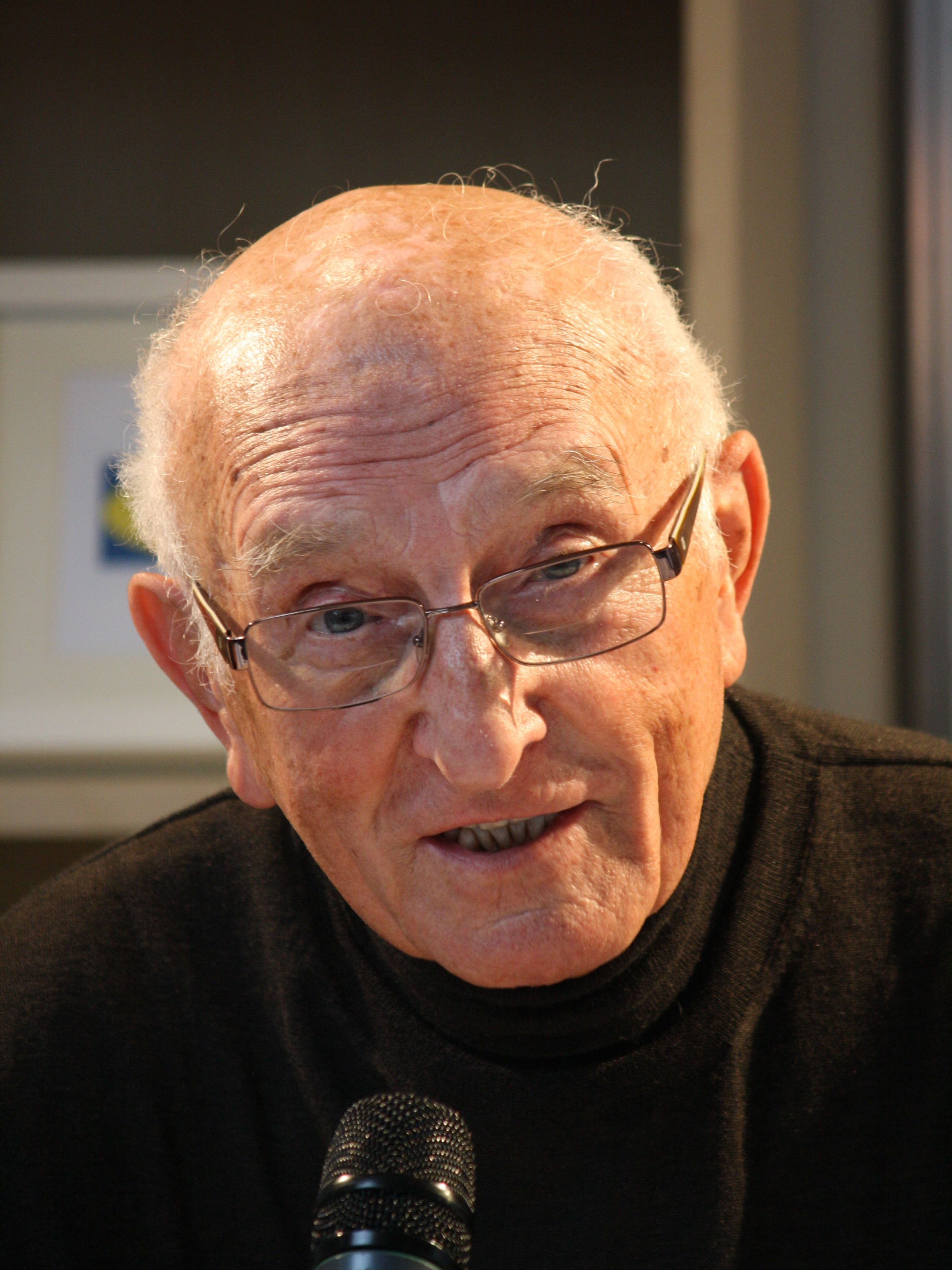
Otakar Brousek († 2014)

- 1664 – Jan Mydlář, kat pražských měst (* 1572)
- 1868 – Ferdinand Jitschinsky, hospodářský správce a archivář (* 25. února 1793)
- 1873 – Vincenc Mastný, podnikatel a politik (* 23. listopadu 1809)
- 1899 – Rudolf Karel Zahálka, český spisovatel (* 26. listopadu 1867)
- 1900 – Adolf Chwala, český malíř (* 4. dubna 1836)
- 1911 – Josef Lowag, regionální spisovatel z oblasti Jeseníků, přírodovědec (* 18. září 1849)
- 1932 – František Valoušek, kněz a politik (* 26. července 1863)
- 1936 – Adolf Glöckner, poslanec Českého zemského sněmu a Říšské rady, starosta Morašic (* 16. července 1850)
- 1941 – Josef Babánek, učitel a politik (* 20. června 1863)
- 1942 – Karel Weinfurter, překladatel, spisovatel, mystik a okultista (* 27. května 1867)
- 1953 – Klement Gottwald, československý politik, prezident 1948–1953 (* 23. listopadu 1896)
- 1954
  - Štefan Bíro, československý fotbalista (* 12. dubna 1913)
  - Bohuslav Ečer, soudce Mezinárodního soudního dvora (* 31. července 1893)
- 1958 – Artur Pavelka, československý politik (* 28. září 1875)
- 1962 – Karel Bejbl, československý fotbalový reprezentant (* 17. ledna 1906)
- 1965 – Jaroslav Novák, český skaut a spisovatel (* 31. ledna 1894)
- 1982 – Jan Jílek, malíř (* 5. prosince 1905)
- 1985
  - Světla Amortová, herečka a politička (* 7. ledna 1911)
  - František Patočka, lékař a imunolog (* 22. září 1904)
- 1995 – Oldřich Němec, československý hokejový reprezentant (* 16. července 1922)
- 1997 – Drahomíra Tikalová, operní pěvkyně – sopranistka (* 9. května 1915)
- 1998 – Leo Sotorník, československý gymnasta, olympionik (* 11. dubna 1926)
- 2002 – Josef Štefl, herec (* 17. listopadu 1923)
- 2007 – Pavel Novák, jazykovědec, fonetik a albanista (* 5. ledna 1932)
- 2011 – Josef Kinský, šlechtic (* 19. listopadu 1913)
- 2014 – Otakar Brousek starší, herec (* 28. září 1924)
- 2019
  - Jan Šplíchal, fotograf (* 17. prosince 1929)
  - Stanislav Zindulka, herec (* 5. května 1932)
- 2020 – Eva Pilarová, zpěvačka a herečka (* 9. srpna 1939)
- 2021 – Helena Fuchsová, atletka, běžkyně na středně dlouhých tratích (* 3. června 1965)

### Svět

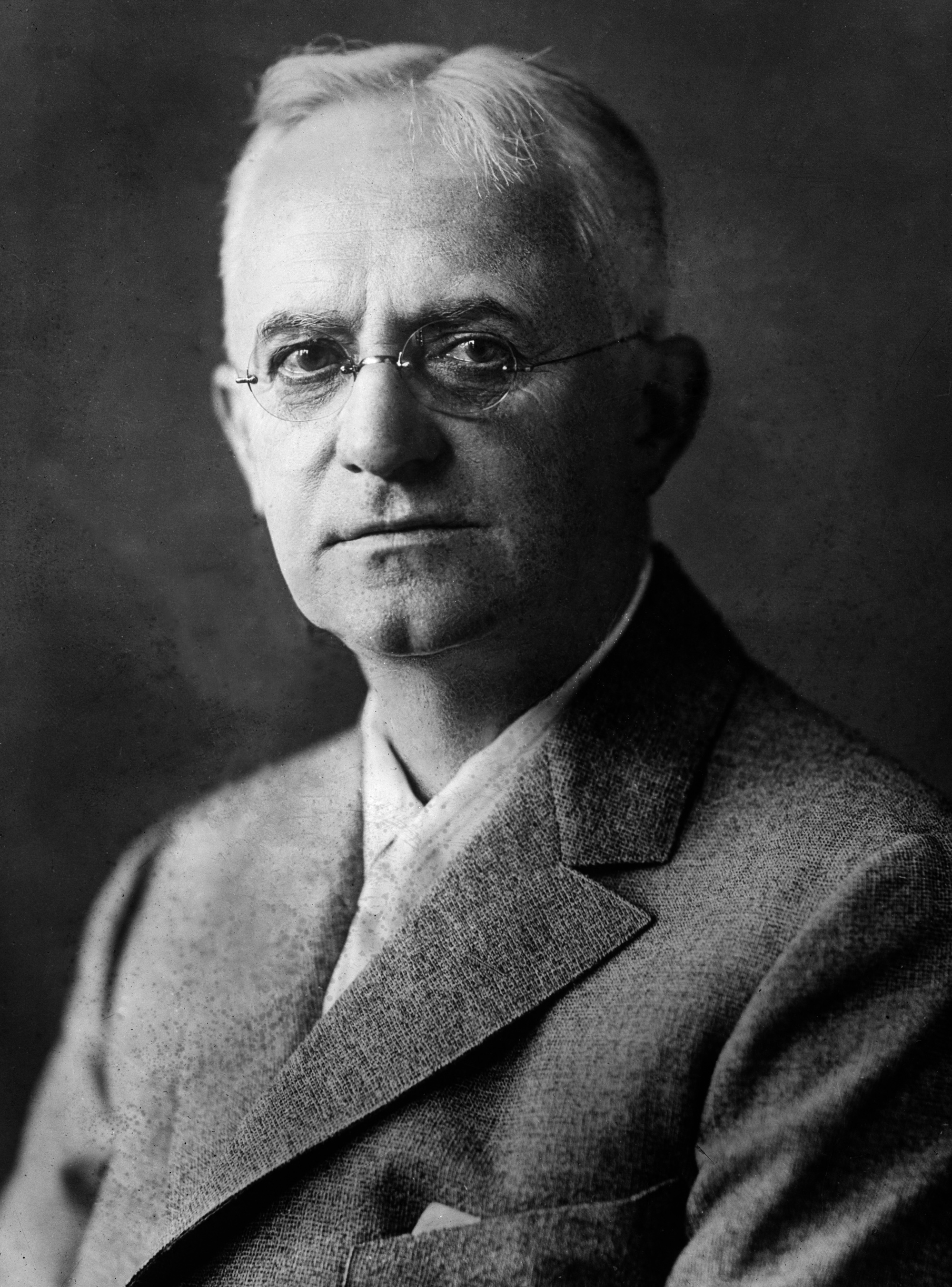
George Eastman († 1932)

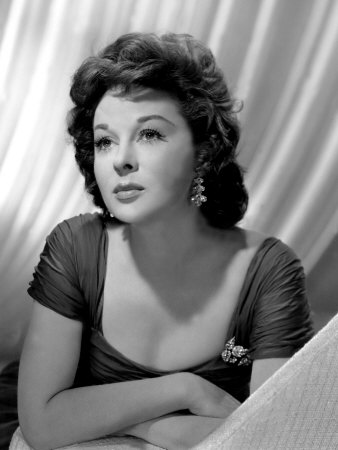
Susan Hayward († 1975)

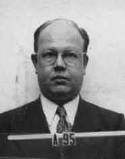
William A. Fowler († 1995)

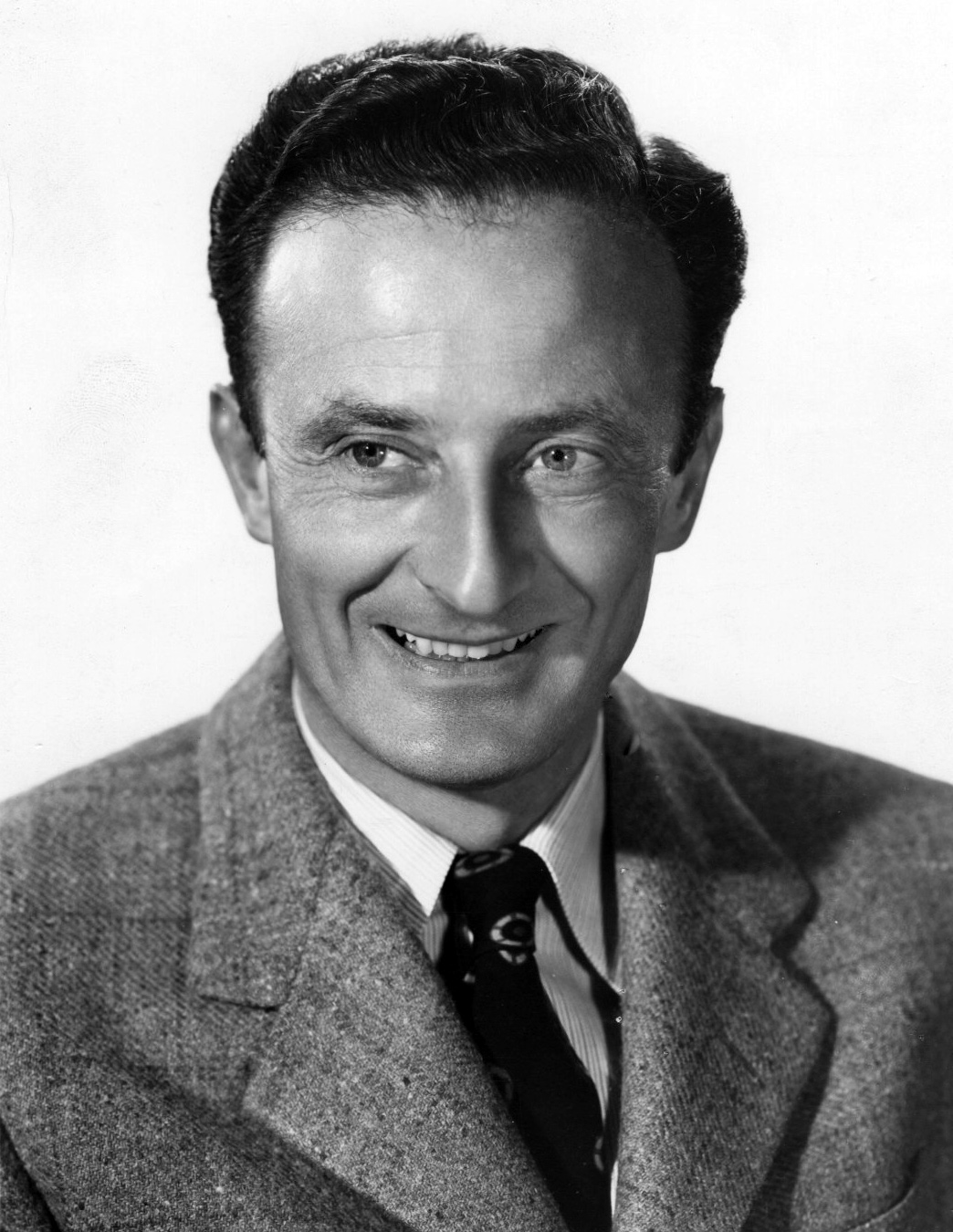
Fred Zinnemann († 1997)

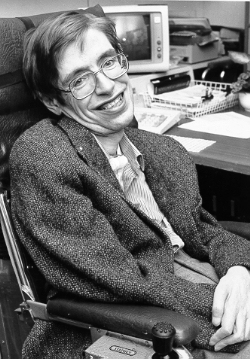
Stephen Hawking († 2018)

- 1105 – Judita Marie Švábská, uherská královna a polská kněžna (* 9. dubna 1054)
- 1271 – Helena Angelina Doukaina, sicilská královna (* 1242)
- 1571 – Jan Zikmund Zápolský, maďarský král (* 7. července 1540)
- 1603 – Ulrich III. Meklenburský, vévoda z Meklenburku (* 5. března 1527)
- 1632 – Hidetada Tokugawa, druhý šógun Tokugawské dynastie (* 2. května 1579)
- 1635 – Jacques Callot, francouzský kreslíř a rytec (* 1592)
- 1647 – Frederik Hendrik Oranžský, princ oranžský, nizozemský místodržitel (* 29. ledna 1584)
- 1682 – Jacob van Ruisdael, nizozemský barokní malíř (* 1628)
- 1757 – John Byng, britský admirál (* 28. října 1704)
- 1775 – Karolína z Gloucesteru, britská princezna (* 24. června 1774)
- 1801 – Ignacy Krasicki, polský prozaik (* 3. února 1735)
- 1803 – Friedrich Gottlieb Klopstock, německý básník a jazykovědec (* 2. července 1724)
- 1811 – Augustus Fitzroy, britský státník (* 28. září 1735)
- 1826 – Johann Baptist von Spix, německý zoolog, přírodovědec a cestovatel v Jižní Americe (* 9. února 1781)
- 1848 – Adriano Balbi, italský geograf a statistik (* 5. dubna 1782)
- 1873 – Joseph Schlegel, rakouský metalurgický odborník a politik (* 12. srpna 1803)
- 1883 – Karl Marx, německý filosof a ekonom (* 5. května 1818)
- 1907 – Julius Naue, německý malíř, kreslíř, rytec (* 17. července 1833)
- 1908 – Lester Allan Pelton, americký vynálezce (* 5. září 1829)
- 1915
  - Fernando Tarrida del Mármol, kubánský anarchistický spisovatel (* 2. srpna 1861)
  - Lincoln Beachey, americký průkopník letectví (* 3. března 1887)
- 1918
  - Gennaro Rubino, pachatel atentátu na belgického krále Leopolda II. (* 23. listopadu 1859)
  - Lucretia Garfieldová, manželka 20. prezidenta USA Jamese A. Garfielda (* 19. dubna 1832)
- 1920 – Nikolaj Sergejevič Korotkov, ruský chirurg (* 26. února 1874)
- 1927
  - Jānis Čakste, první prezident meziválečného Lotyšska (* 14. září 1859)
  - Max Weiss, rakouský šachový mistr (* 21. července 1857)
- 1932 – George Eastman, americký podnikatel a vynálezce (* 12. července 1854)
- 1940 – Gabriele Possanner, rakouská lékařka (* 27. ledna 1860)
- 1942 – Robert Guttmann, český naivní malíř (* 20. dubna 1880)
- 1944 – Pavel Česnokov, ruský hudební skladatel a sbormistr (* 14. října 1877)
- 1945 – Dalibor Brochard, československý letec 246. perutě RAF (* 11. května 1924)
- 1946
  - Werner von Blomberg, vrchní velitel Wehrmachtu (* 2. září 1878)
  - Pantelis Karasevdas, řecký střelec, olympijský vítěz (* 1877)
- 1955 – Marcel Rochas, francouzský módní návrhář (* 24. února 1902)
- 1957 – Boris Nikolajevič Jurjev, ruský letecký konstruktér (* 10. listopadu 1889)
- 1960 – Oliver Kirk, americký boxer, olympijský vítěz (* 20. dubna 1884)
- 1967 – Moše Štekelis, izraelský archeolog (* 18. června 1898)
- 1968
  - Erwin Panofsky, německý historik umění (* 30. března 1892)
  - Josef Harpe, německý generál Wehrmachtu za druhé světové války (* 21. září 1887)
- 1969 – Ben Shahn, americký novinářský fotograf (* 12. září 1898)
- 1970 – Fritz Perls, americký psycholog (* 8. července 1893)
- 1973 – Howard Hathaway Aiken, počítačový konstruktér (* 8. března 1900)
- 1975 – Susan Haywardová, americká herečka (* 30. června 1917)
- 1980 – Anna Jantar, polská zpěvačka (* 10. června 1950)
- 1988
  - Willi Apel, americký muzikolog německého původu (* 10. října 1893)
  - Bruno Balz, německý tvůrce textů písní (* 6. října 1902)
- 1989 – Zita Bourbonsko-Parmská, poslední císařovna rakouská, královna česká a uherská (* 9. května 1892)
- 1995 – William Alfred Fowler, americký fyzik a astrofyzik, Nobelova cena za fyziku 1983 (* 9. srpna 1911)
- 1997 – Fred Zinnemann, rakousko-americký filmový režisér (* 29. dubna 1907)
- 2005 – Akira Jošizawa, japonský origamista (* 14. března 1911)
- 2006 – Lennart Meri, spisovatel, režisér, estonský prezident (* 29. března 1929)
- 2007
  - Roger Beaufrand, francouzský cyklista (* 25. září 1908)
  - Sa'dun Hammádí, irácký politik, premiér 1991 (* 22. června 1930)
- 2008 – Chiara Lubichová, katolická aktivistka, zakladatelka hnutí Fokoláre (* 22. ledna 1920)
- 2010 – Peter Graves, americký herec (* 18. března 1926)
- 2011 – Big Jack Johnson, americký bluesový kytarista a zpěvák (* 30. července 1940)
- 2012 – Eddie King, americký kytarista (* 21. dubna 1938)
- 2014 – Tony Benn, britský politik (* 3. dubna 1925)
- 2015 – Valentin Rasputin, ruský spisovatel a politik (* 15. března 1937)
- 2016 – Peter Maxwell Davies, britský hudební skladatel a dirigent (* (8. září 1934)
- 2018 – Stephen Hawking, britský teoretický fyzik (* 8. ledna 1942)
- 2020 – Genesis P-Orridge, anglický hudebník a básník (* 22. února 1950)
- 2024 – Byron Janis, americký klavírista (* 24. března 1928)

## Svátky

### Česko
- Rút
- Matylda, Hilda, Maud
- Noemi, Noema
- Kora, Korina

### Svět
- Mezinárodní den akcí proti přehradám a pro řeky, vodu a život
- Den čísla pí – tzv. Den pí
- Slovensko: Matilda
- Vietnam: Nový rok Hola Mohalla
- Spojené království: Commonwealth Day

### Liturgický kalendář
- Sv. Matylda

| 14. březen v pražském KlementinuÚdaje jsou platné k 8. 7. 2025. | 14. březen v pražském KlementinuÚdaje jsou platné k 8. 7. 2025. | 14. březen v pražském KlementinuÚdaje jsou platné k 8. 7. 2025. |
| minimum                                                         | denní průměr                                                    | maximum                                                         |
| --------------------------------------------------------------- | --------------------------------------------------------------- | --------------------------------------------------------------- |
| −18,5 °C (1785)                                                 | 4,4 °C (od 1961)                                                | 17,9 °C (1957)                                                  |